# FC Infonet II
El FC Infonet II es un equipo de fútbol de Estonia que juega en la III liiga, la quinta liga de fútbol más importante del país.

## Historia
Fue fundado en el año 2003 en la capital Tallinn con el nombre FC Kotkad, aunque cambiaron su nombre años después. Es el principal equipo filial del FC Infonet, por lo que no puede competir en la Meistriliiga, aunque sí puede hacerlo en la Copa de Estonia.
Consiguieron ascender a la Esiliiga por primera vez en la temporada 2015 luego de ganar el título de la Esiliiga B en la temporada 2014.

## Palmarés
- Esiliiga B: 1

2014